# William Edward Hartpole Lecky
William Edward Hartpole Lecky (26 de março de 1838 - 22 de outubro de 1903) foi um historiador, ensaísta e teórico político irlandês com tendências Whig. Sua principal obra foi História da Irlanda durante o século XVIII.

## Juventude
Nascido em Newtown Park, perto de Dublin, ele era o filho mais velho de John Hartpole Lecky, um proprietário de terras. Ele foi educado em Kingstown, Armagh, no Cheltenham College, e no Trinity College Dublin, onde se formou com um bacharelado em 1859 e um mestrado em 1863, e onde estudou divindade com o objetivo de se tornar padre na Igreja da Irlanda.

## Carreira

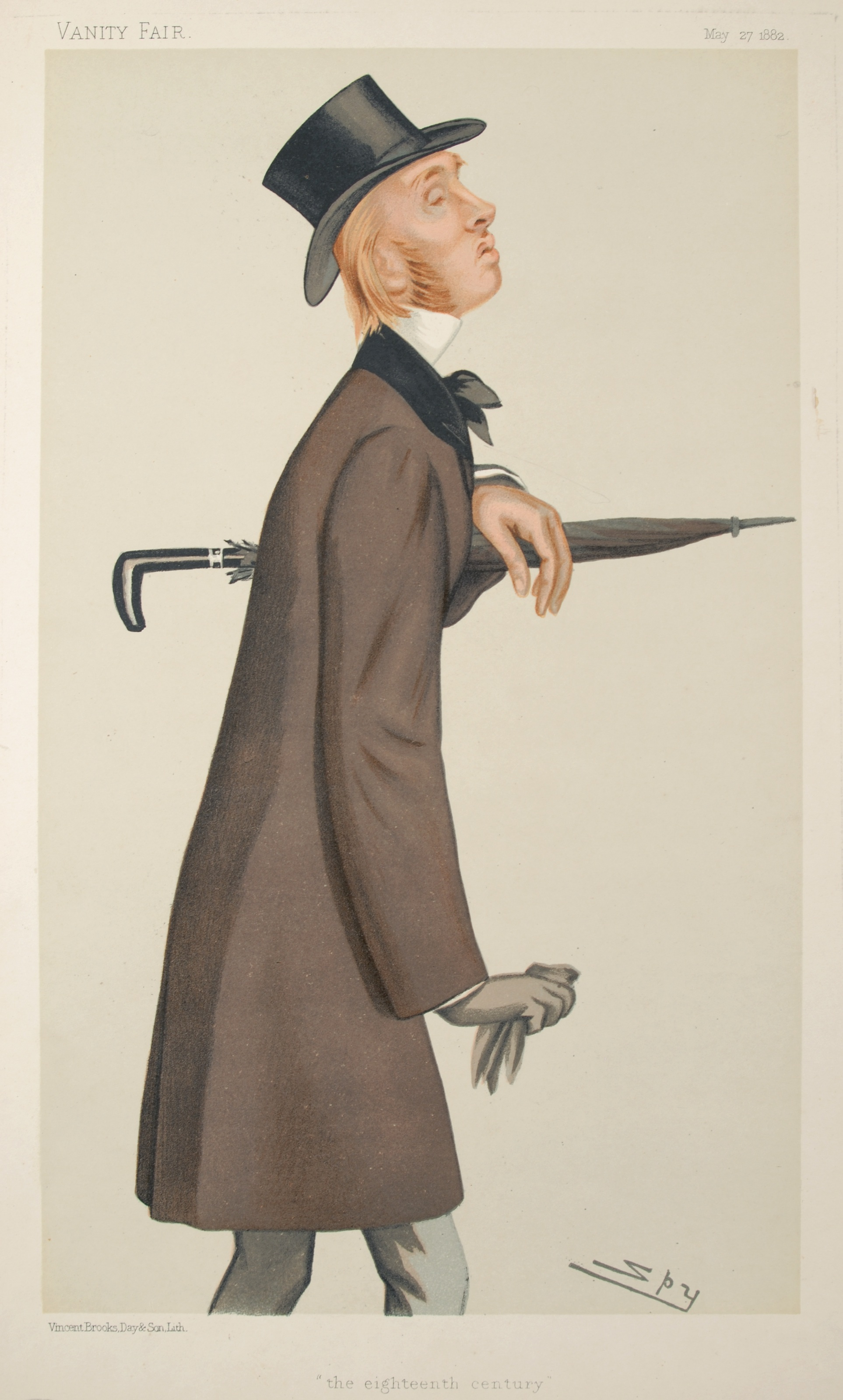
Caricatura de Spy publicada na Vanity Fair em 1882

Em 1860, Lecky publicou anonimamente um pequeno livro intitulado The Religious Tendencies of the Age, mas ao deixar a faculdade, voltou-se para a historiografia. Em 1861 ele publicou Leaders of Public Opinion in Ireland (Líederes da Opinião Pública na Irlanda), contendo breves esboços de Jonathan Swift, Henry Flood, Henry Grattan e Daniel O'Connell, originalmente anônimos, republicados em 1871. O ensaio sobre Swift, reescrito e ampliado, apareceu novamente em 1897 como introdução a uma edição das obras de Swift. Seguiram-se duas pesquisas: A History of the Rise and Influence of Rationalism in Europe (Uma História da Ascensão e da Influência do Racionalismo na Europa)  (2 vols., 1865), e A History of European Morals from Augustus to Charlemagne (Uma História da Moral Europeia de Augusto a Carlos Magno) (2 vols., 1869). Este último suscitou críticas, com sua dissertação de abertura sobre "a história natural da moral". A História da moral europeia de Lecky foi um dos livros favoritos de Mark Twain e influenciou a escrita de A Connecticut Yankee in King Arthur's Court.
Lecky então se concentrou em sua obra principal, A History of England during the Eighteenth Century (Uma História da Inglaterra Durante o Século Dezoito), Vols. i e ii., que apareceram em 1878, Vols. v. e vi em 1887, e Vols. vii. e viii., que completaram a obra, em 1890. Na edição "gabinete" de 1892, em 12 volumes (posteriormente reimpressos), A History of Ireland in the Eighteenth Century é separada.
Um volume de Poemas (1891) teve menos sucesso. Em 1896, publicou dois volumes intitulados Democracy and Liberty (Democracia e Liberdade), nos quais considerava a democracia moderna. As conclusões pessimistas a que chegou provocaram críticas tanto no Reino Unido como nos EUA, que se renovaram quando publicou em nova edição (1899) sua baixa estimativa de William Ewart Gladstone, então falecido recentemente.

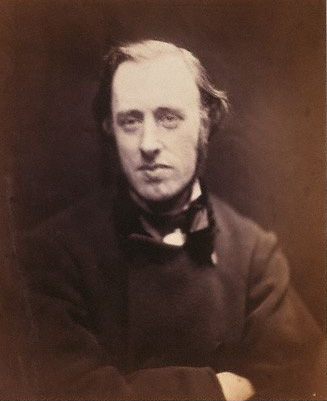
William Edward Hartpole Lecky, fotografia de 1868 de Julia Margaret Cameron, National Portrait Gallery de Londres

## Graus

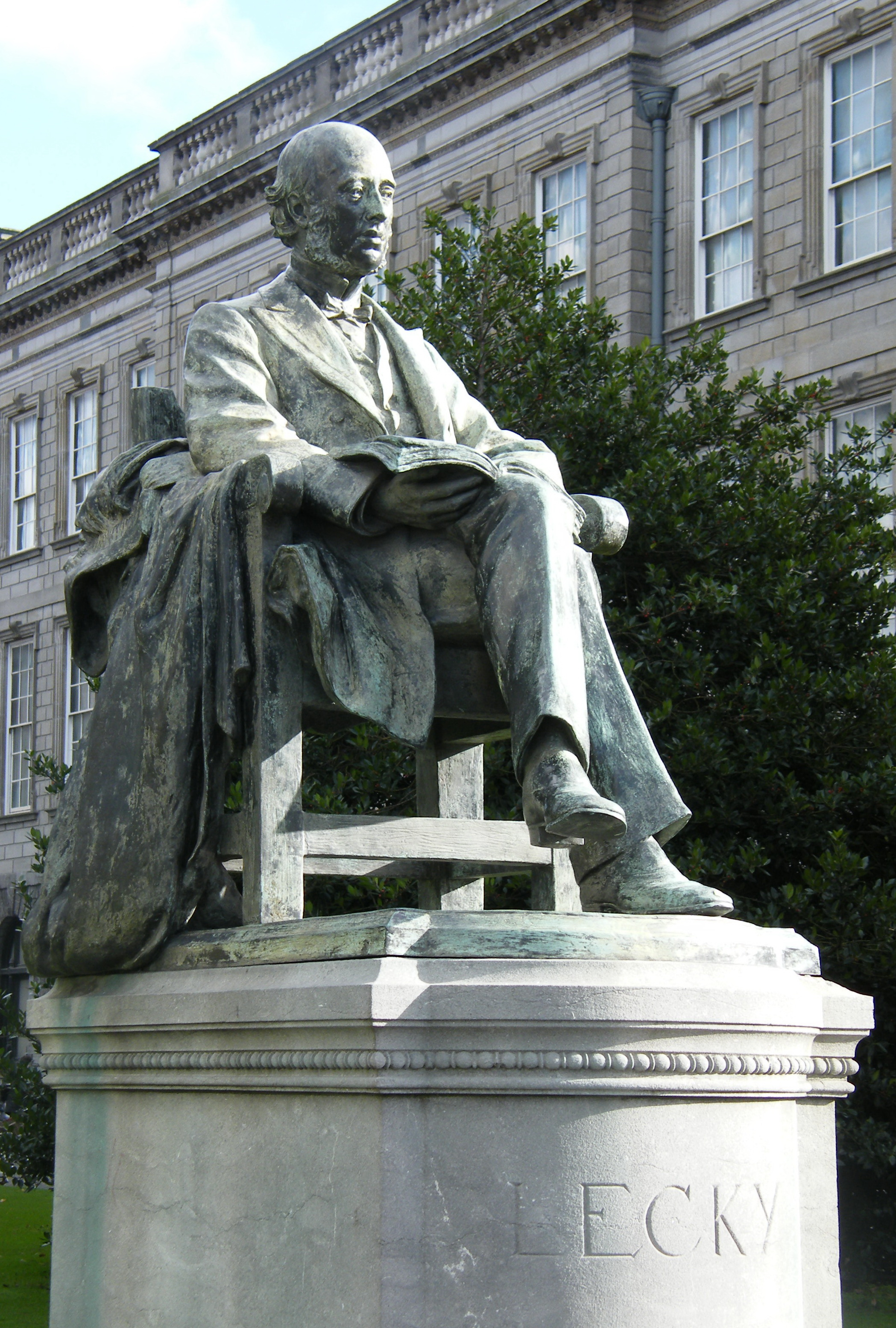
Sua estátua no Trinity College Dublin

Suas honras universitárias incluíam o grau de LL. D. de Dublin, St Andrews e Glasgow, o grau de DCL de Oxford e o grau de Litt. D. de Cambridge. Em 1894 foi eleito membro correspondente do Instituto da França. Ele contribuiu ocasionalmente para a literatura periódica, e dois de seus discursos, The Political Value of History (1892) e The Empire, its Value and its Growth (1893), foram publicados.